# توماس ألونزو كلارك
توماس ألونزو كلارك (بالإنجليزية: Thomas Alonzo Clark)‏ هو قاضي أمريكي، ولد في 20 ديسمبر 1920 في أتلانتا في الولايات المتحدة، وتوفي في 4 سبتمبر 2005 في فيرو بيتش ‏ في الولايات المتحدة.